# Royal Gorge Route Railroad
| Lok Nr. 403 unterhalb der Royal Gorge Bridge |                      |                                                             |                                                             |
| Strecke durch die Royal Gorge |                      |                                                             |                                                             |
| Streckenlänge: | 18,9 km              |                                                             |                                                             |
| Spurweite: | 1435 mm (Normalspur) |                                                             |                                                             |
| Maximale Neigung: | 12,4 ‰               |                                                             |                                                             |
| |                      |                                                             |                                                             |
| \| \| \| Strecke der Union Pacific Railroad nach Pueblo Junction \| \| \| \| \| Cañon City UP \| \| \| \| \| South 11th Street \| \| \| \| \| South 9th Street \| \| \| \| \| Beginn der Rock and Rail \| \| \| \| \| Abstellgleis \| \| \| \| 0,0 \| Cañon City der Royal Gorge Rout Railroad \| 1624 m ü. M. \| \| \| \| 4th Street \| \| \| \| \| South 3rd Street \| \| \| \| \| Abstellgleis \| \| \| \| \| South 1st Street \| \| \| \| \| Ausweichstelle \| \| \| \| \| \| \| \| \| \| Abstellgleis \| \| \| \| \| Westcliffe Linie der Denver and Rio Grande Western Railroad \| \| \| \| \| \| \| \| \| \| Royal Gorge Bridge \| \| \| \| 10 \| Royal Gorge \| 1748 m ü. M. \| \| \| \| Hängebrücke (384 m) über den Arkansas River \| \| \| \| \| US Highway 50 \| \| \| \| \| Ausweichstelle \| \| \| \| \| Tallahassee Creek \| \| \| \| \| Wendeschleife Steinbruch \| \| \| \| \| Gleisdreieck \| \| \| \| 18,9 \| Parkdale Endpunkt der Royal Gorge Rout Railroad \| 1760 m ü. M. \| \| \| \| Ende der Rock and Rail \| \| \| \| \| Beginn der Tennessee Pass Subdivision der UP \| \| |                      |                                                             |                                                             |
| Strecke |                      | Strecke der Union Pacific Railroad nach Pueblo Junction     | Strecke der Union Pacific Railroad nach Pueblo Junction     |
| Dienststation / Betriebs- oder Güterbahnhof |                      | Cañon City UP                                               | Cañon City UP                                               |
| Bahnübergang |                      | South 11th Street                                           | South 11th Street                                           |
| Bahnübergang |                      | South 9th Street                                            | South 9th Street                                            |
| Wechsel des Eisenbahninfrastrukturunternehmens |                      | Beginn der Rock and Rail                                    | Beginn der Rock and Rail                                    |
| Abzweig geradeaus und nach links |                      | Abstellgleis                                                | Abstellgleis                                                |
| Bahnhof | 0,0                  | Cañon City der Royal Gorge Rout Railroad                    | 1624 m ü. M.                                                |
| Brücke |                      | 4th Street                                                  | 4th Street                                                  |
| Bahnübergang |                      | South 3rd Street                                            | South 3rd Street                                            |
| Abzweig geradeaus und nach links |                      | Abstellgleis                                                | Abstellgleis                                                |
| Bahnübergang |                      | South 1st Street                                            | South 1st Street                                            |
| Dienststation / Betriebs- oder Güterbahnhof |                      | Ausweichstelle                                              | Ausweichstelle                                              |
| Brücke |                      |                                                             |                                                             |
| Abzweig geradeaus und nach rechts |                      | Abstellgleis                                                | Abstellgleis                                                |
| Abzweig geradeaus und ehemals nach links |                      | Westcliffe Linie der Denver and Rio Grande Western Railroad | Westcliffe Linie der Denver and Rio Grande Western Railroad |
| Brücke über Wasserlauf |                      |                                                             |                                                             |
| Strecke mit Straßenbrücke |                      | Royal Gorge Bridge                                          | Royal Gorge Bridge                                          |
| Haltepunkt / Haltestelle | 10                   | Royal Gorge                                                 | 1748 m ü. M.                                                |
| Brücke über Wasserlauf |                      | Hängebrücke (384 m) über den Arkansas River                 | Hängebrücke (384 m) über den Arkansas River                 |
| Strecke mit Straßenbrücke |                      | US Highway 50                                               | US Highway 50                                               |
| Dienststation / Betriebs- oder Güterbahnhof |                      | Ausweichstelle                                              | Ausweichstelle                                              |
| Brücke über Wasserlauf |                      | Tallahassee Creek                                           | Tallahassee Creek                                           |
| Strecke von links (außer Betrieb) · Abzweig geradeaus und ehemals nach rechts |                      | Wendeschleife Steinbruch                                    | Wendeschleife Steinbruch                                    |
| Strecke nach links (außer Betrieb) · Abzweig geradeaus, ehemals nach rechts und ehemals von rechts |                      | Gleisdreieck                                                | Gleisdreieck                                                |
| Haltepunkt / Haltestelle | 18,9                 | Parkdale Endpunkt der Royal Gorge Rout Railroad             | 1760 m ü. M.                                                |
| Wechsel des Eisenbahninfrastrukturunternehmens |                      | Ende der Rock and Rail                                      | Ende der Rock and Rail                                      |
| Strecke (außer Betrieb) |                      | Beginn der Tennessee Pass Subdivision der UP                | Beginn der Tennessee Pass Subdivision der UP                |

Die Royal Gorge Route Railroad ist eine US-amerikanische Eisenbahngesellschaft mit Sitz in Cañon City (Colorado). Sie verkehrt auf einer 18,9 Kilometer langen Strecke der Rock and Rail von Cañon City nach Parkdale. Dabei durchfährt sie die Strecke der ehemaligen Denver and Rio Grande Western Railroad durch die Royal Gorge (Schlucht). Eingesetzt werden restaurierte Fahrzeuge aus den 1950er Jahren.

## Geschichte
Die Geschichte der Royal Gorge beginnt mit der Entdeckung von Silbervorkommen im Arkansas Valley (Colorado). In den späten 1870er Jahren kamen zahlreiche Bergleute in dieses Gebiet. Die Bergbautätigkeit in der späteren Stadt Leadville erregte bald die Aufmerksamkeit der Bahngesellschaften Denver and Rio Grande Western Railroad und Atchison, Topeka and Santa Fe Railway, die jeweils bereits Bahnlinien in der Region betrieben. Die Santa Fe hatte bereits den Ort Pueblo (Colorado) erreicht und die D&RGW befand sich etwa 56 Kilometer weiter westlich, bei Cañon City. Der Ort Leadville war aber immer noch über 160 Kilometer entfernt. Westlich von Cañon City gab es jedoch ein großes Hindernis. Dort verlief der Arkansas River in einer engen Schlucht mit 300 Metern Tiefe durch das Hochplateau und bildete eine unpassierbare Barriere.

### Erschließung
Am 19. April 1878 begann ein Bautrupp der Santa Fe mit der Vermessung einer Bahnlinie westlich von Cañon City bis zur Mündung der Schlucht. Die Strecke der D&RGW endete damals nur 1,2 Kilometer entfernt von Cañon City. Deren Bautrupps wurde dort von der Mannschaft der Santa Fe zurückgedrängt. Das Duell wurde später als Royal Gorge War bekannt. Die Crew der D&RGW wurde durch eine gerichtliche Verfügung gestoppt. Die D&RGW baute deshalb mehrere steinerne Forts stromaufwärts, um den Vortrieb der Santa Fe zu unterbinden. Die Bautrupps beider Unternehmen wurden danach durch Sabotageakte der jeweils gegnerischen Mannschaft daran gehindert, ihre Bautätigkeit fortzusetzen und stellten daraufhin bewaffnete Wachen für ihre Mannschaft auf. Später gingen beide Bahngesellschaften vor Gericht, um ihr Vorrecht einzuklagen. Ein langer Rechtsstreit endete am 21. April 1879 vor dem Obersten Gerichtshof der USA. Dabei erhielt die D&RGW das Vorrecht, ihre Strecke durch die Schlucht weiter zu bauen.

### Verpachtung der Royal Gorge Linie
Die Santa Fe kündigte trotzdem an, Gleise parallel zu der bestehenden D&RGW-Linien zu verlegen. Die Aktionäre der D&RGW fürchteten dadurch finanzielle Einbußen und so wurde die bestehende Bahnlinie, für einen Zeitraum von 30 Jahren, an die Santa Fe verpachtet. Die Santa Fe manipulierte bald darauf das Frachtaufkommen südlich von Denver und sorgte so dafür, dass ihre eigene Strecke im Osten von den Kunden bevorzugt wurde. So ging das Transportvolumen auf der gepachteten D&RGW-Strecke deutlich zurück. Während dieser Zeit baute die Santa Fe ihre eigene Bahnlinie durch die Schlucht. Die D&RGW setzte jedoch den Bau im Gebiet westlich der Schlucht weiter fort und versuchte gleichzeitig die Santa Fe zu behindern. Nach Monaten schrumpfender Einnahmen aus ihrer verpachteten Bahnlinie ging die D&RGW erneut vor Gericht, um den Vertrag zu beenden. Am 10. Juni 1879 hinderte eine weitere einstweilige Verfügung nun die Santa Fe daran, die D&RGW-Linie weiter zu betreiben.

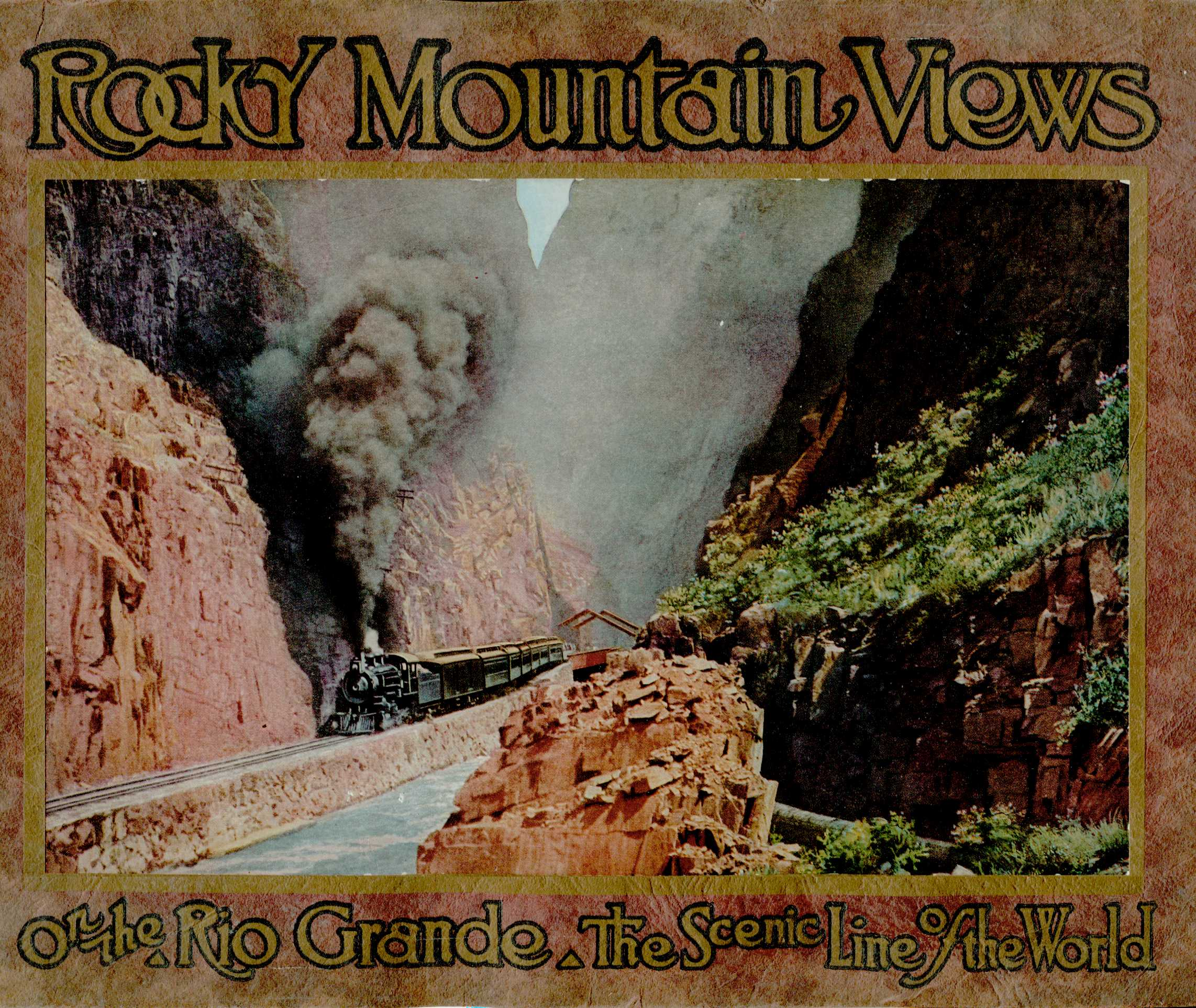
Dampfzug mit Schlucht 1917

Dies löste eine bewaffnete Rückeroberung der Bahnlinie durch die D&RGW aus. Dabei wurden Züge beschlagnahmt und Depots und Maschinenhäuser besetzt. Ein Frieden kam erst nach der Intervention des Bundesgerichts und des Unternehmers Jay Gould zustande. Er lieh der D&RGW 400.000 Dollar und hatte auch die Absicht, eine Bahnlinie von St. Louis nach Pueblo zu errichten.

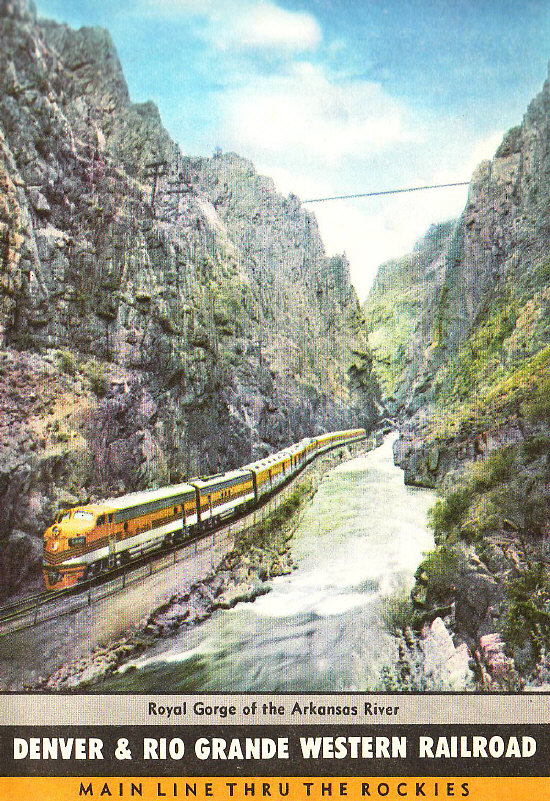
D&RGW Werbeplakat von 1960

Am 27. März 1880 unterzeichneten beide Bahnunternehmen den sogenannten Vertrag von Boston, der alle Rechtsstreitigkeiten beilegte. Damit bekam die D&RGW ihre Strecke zurück. Die D&RGW zahlte der Santa Fe 1,8 Millionen US-Dollar für die bereits erbaute Strecke, die erfolgte Vermessung, den Materialbestand und Zinsen. So wurde der Royal Gorge War beendet und der Bahnbau von D&RGW wieder aufgenommen. Die Gleise erreichten Leadville am 20. Juli 1880.

## Personenverkehr
Der erste Personenzug erreichte Salida 1880. Ab 1882 wurde die Royal Gorge Route zu einer transkontinentalen Eisenbahnverbindung zwischen Denver und Salt Lake City. In den 1890er Jahren fuhren vier transkontinentale Personenzüge pro Tag durch die Royal Gorge (Schlucht).
In den späten 1960er Jahren wurden das Flugzeug, das Automobil und Busreisen immer beliebter. Am 1. April 1967 kündigte das US-Postministerium den Postvertrag für die Züge zwischen Denver und Salida. Der fehlende Postverkehr bewirkte schließlich auch das Ende des Personenverkehrs in der Royal Gorge. Die Colorado Public Utilities Commission (PUC) erteilte am 28. Juli 1967 die Genehmigung, die Personenzüge zwischen Denver und Salida einzustellen. Der letzte Eigentümer der Strecke durch die Royal Gorge und der Tennessee Pass Subdivision nach Leadville war die Union Pacific Railroad.

## Royal Gorge Route Railroad
Im Jahr 1997 verkaufte die Union Pacific die 19 Kilometer lange Strecke an die Bahngesellschaft Rock and Rail. So konnte die landschaftlich reizvolle Route erhalten werden. Die restliche Strecke der Tennessee Pass Subdivision nach Salida und darüber hinaus ist weiter im Besitz der UP, wird aber nicht mehr befahren (die Gleise liegen noch). Im Herbst 1998 wurde die Royal Gorge Route Railroad gegründet. Die Gesellschaft begann mit fünf Personen- und einem Speisewagen aus den 1950er Jahren. In den folgenden Jahren kamen weitere historische Fahrzeuge hinzu. Heute wird die Bahn jedes Jahr von mehr als 200.000 Fahrgästen genutzt. Zu den Ausflugsfahrten wird auch ein hochwertiger Dinner-Service angeboten.
- Vista Dome – geschlossene Aussichtswagen
- Coach Classe – klassische Personenwagen
- Deluxe Class – 1. Klasse
- First Class Dinner Train – 1. Klasse mit Abendessen
- First Class Lunch Train – 1. Klasse mit Mittagessen
- Oktoberfest Train – mit Dinner-Service
- Santa Express Train – in der Weihnachtszeit
- Holliday Train – während der Urlaubszeit
- Ride with the Engineer – Fahrt im Führerstand
- Murder Mystery Dinner Train – mit Schauspielern und Dinner

Zielsetzung des Unternehmens ist es, ein hochwertiges Reiseerlebnis anzubieten, das die Landschaft der Royal Gorge und die Nostalgie des Reisens in den 1950er Jahren mit einem gastronomischen Service verbindet. Die Royal Gorge Route hat maßgeblich dazu beigetragen, diesen Canyon zu erhalten und einen wichtiger Teil der Geschichte Colorados zu erhalten. Während der Fahrt können Big-Horn-Schafe, Blaureiher, Weißkopfseeadler, der Arkansas River und die steil aufragenden Felswände des Canyons betrachtet werden.
Die Royal Gorge Route Railroad bietet täglich bis zu vier Zugfahrten an, darunter 9:15 Uhr, 12:30 Uhr, 15:30 Uhr und ein Zug an Wochenenden um 18:30 Uhr.

## Bilder

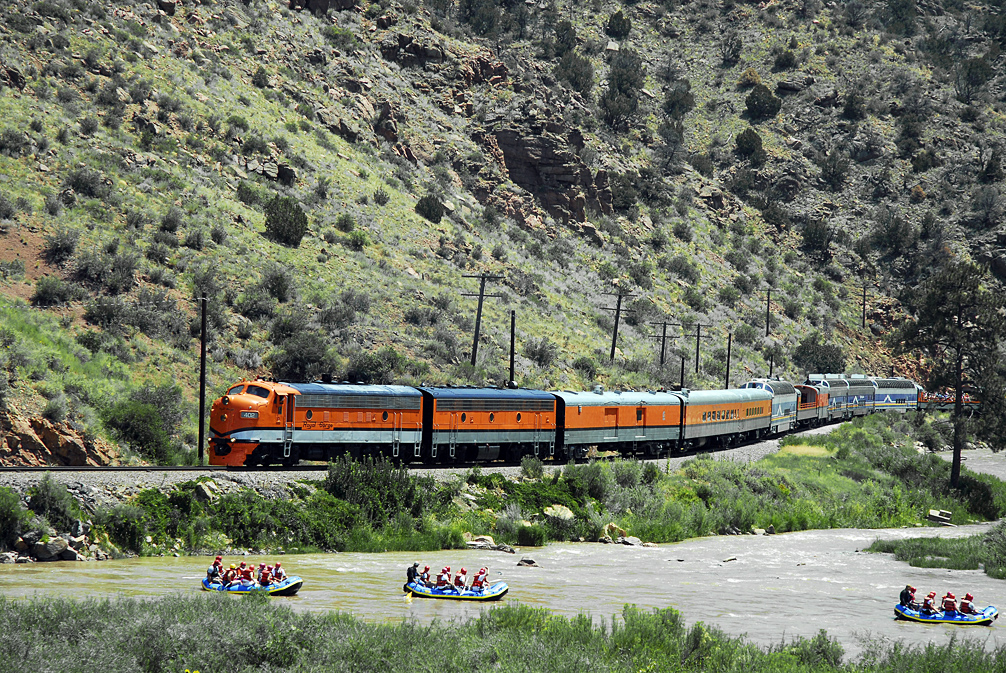
Zug mit vier Dome-Cars und Paddlern, Juli 2007
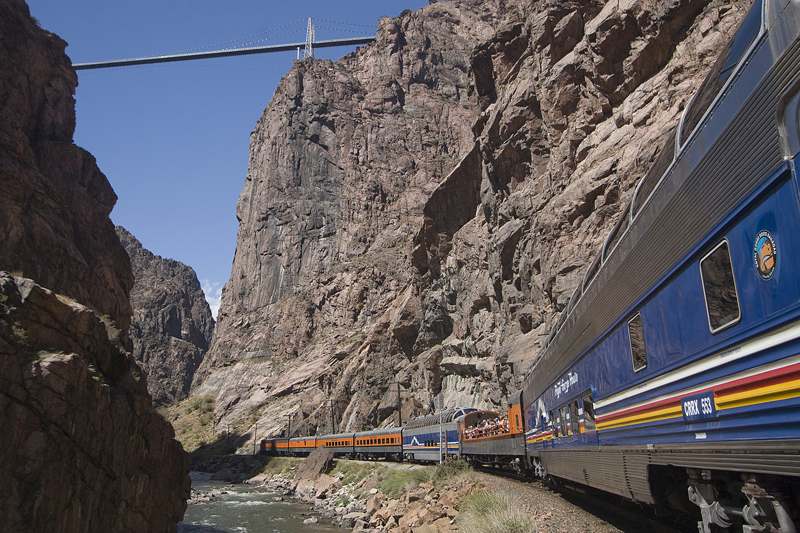
Ein Zug unterhalb der Royal Gorge Brücke, März 2010
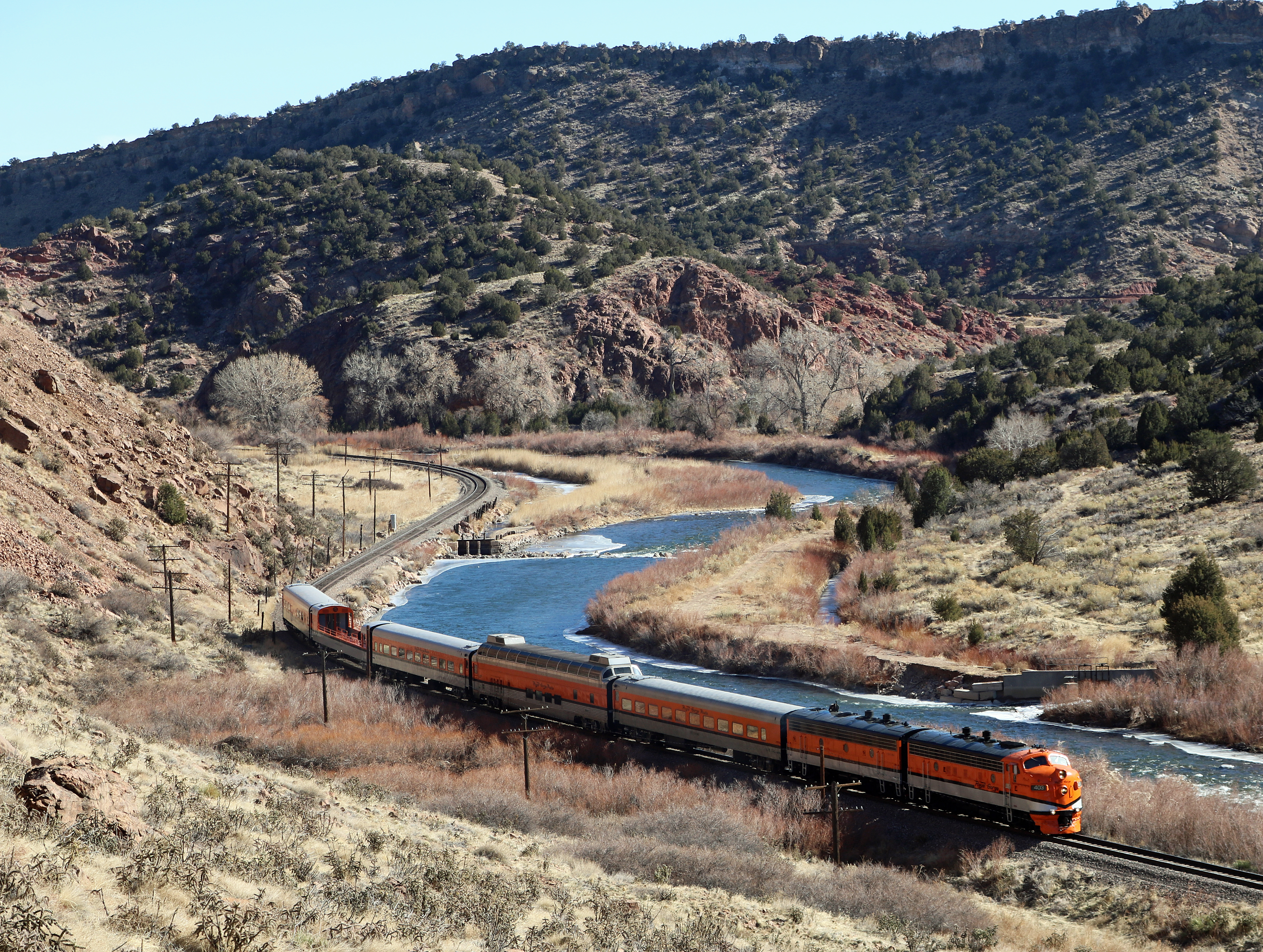
Lok Nr. 403 mit ihrem Zug, Januar 2020
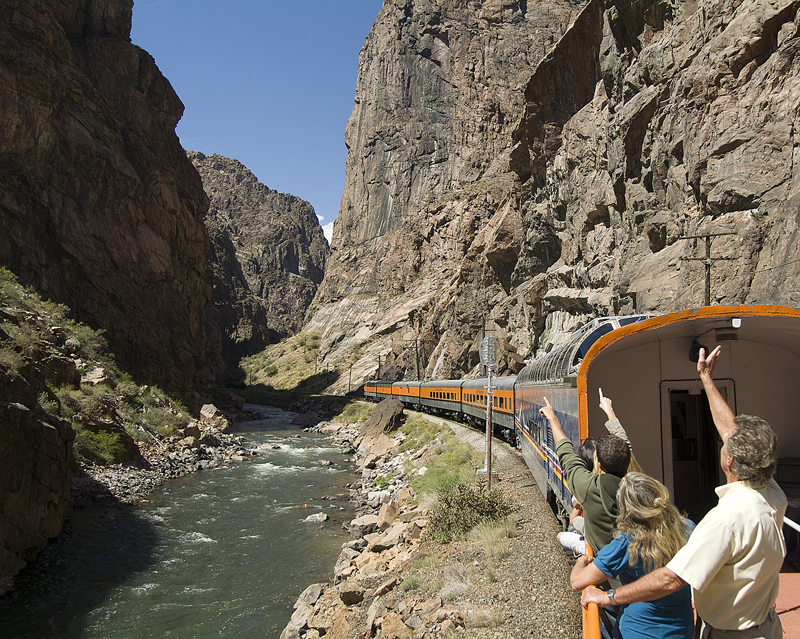
Ein Zug zwischen den Felswänden, März 2010
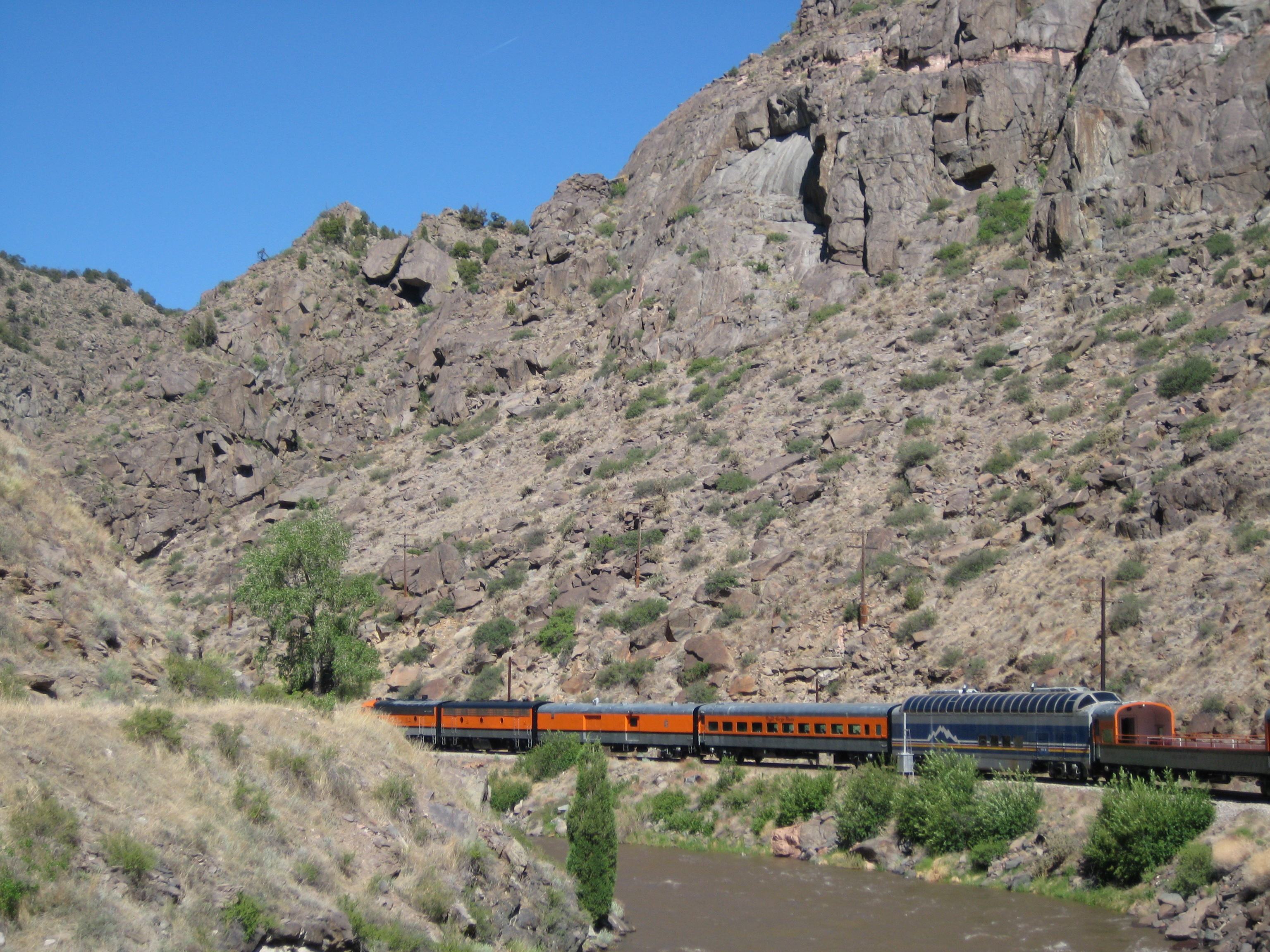
Zug mit Dome-Car und Aussichtswagen, Mai 2008
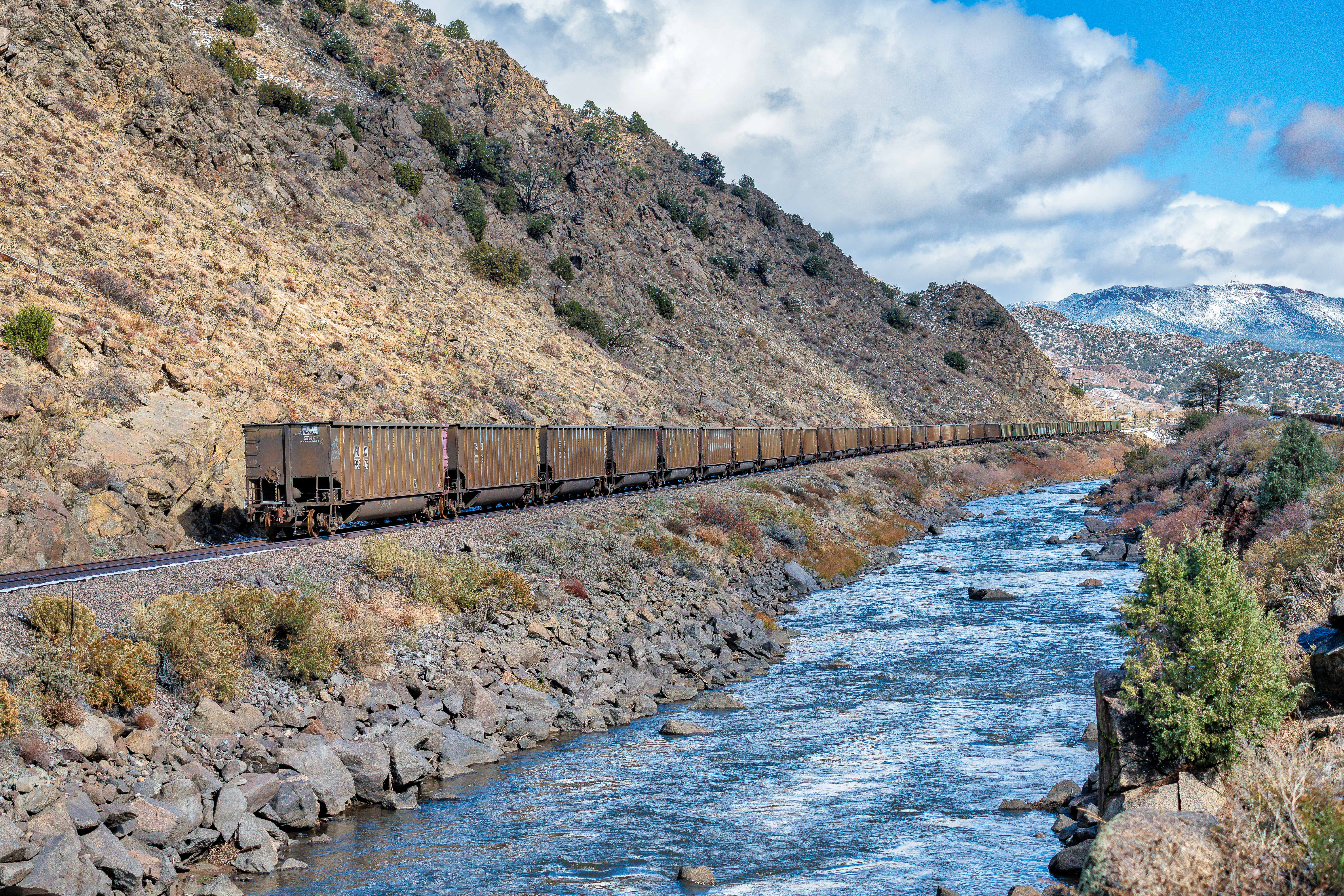
Abgestellte Güterwagen am Arkansas River, Oktober 2018
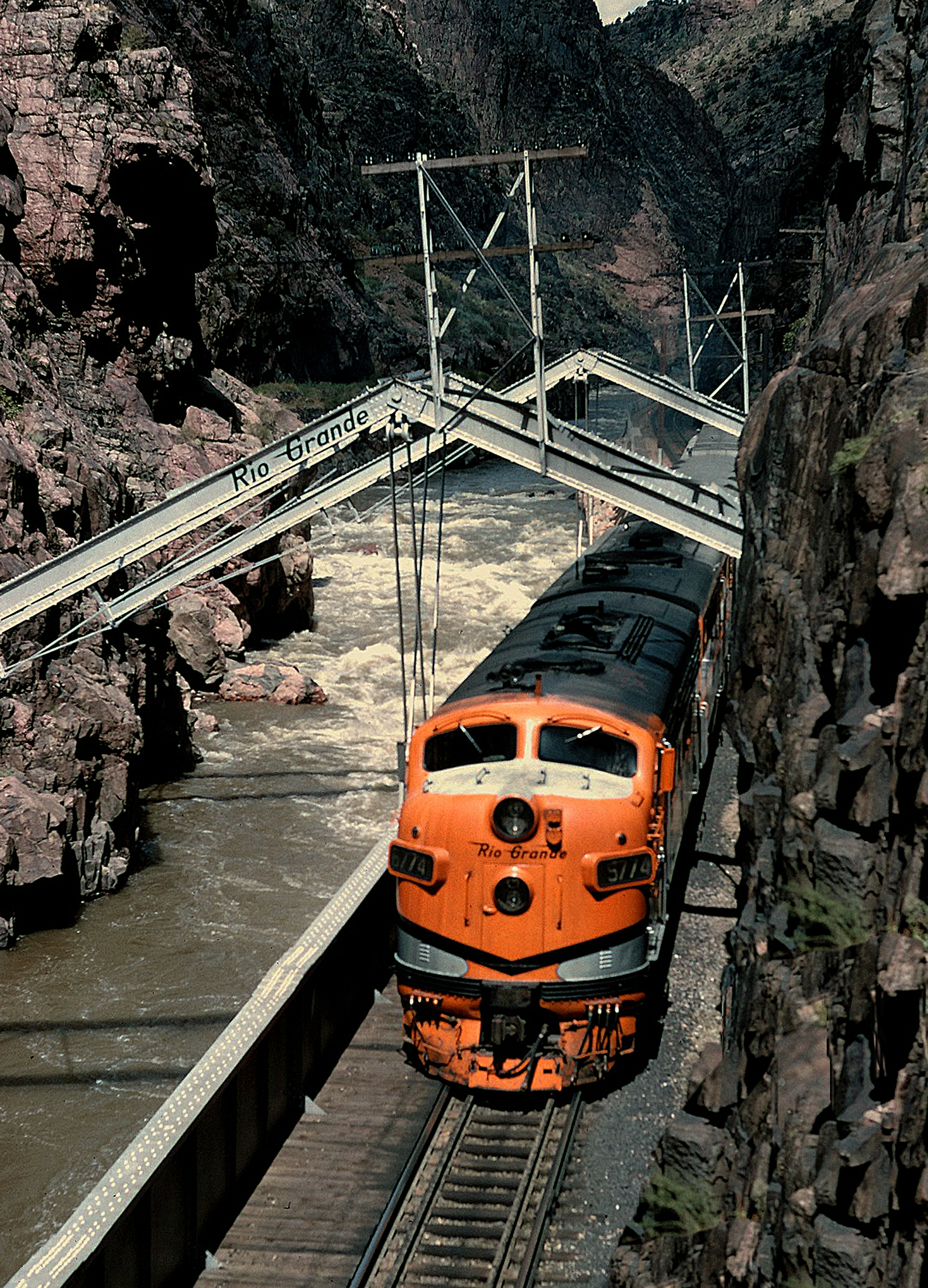
Zug der D&RGW auf der Hängebrücke

## Hängebrücke
Ein besonderes Bauwerk der Bahnstrecke ist die Hängebrücke. Sie befindet sich an einer Stelle, an der sich die Schlucht auf 9 Meter verengt. Hier musste die Bahnstrecke entlang der Nordseite der Schlucht über dem Fluss aufgehängt werden, da auf beiden Seiten senkrechte Felswände über dem Fluss emporsteigen. C. Shallor Smith, ein Ingenieur aus Kansas, entwarf eine 53 Meter lange Brücke, die an „A“-Rahmenträgern aufgehängt ist. Sie überspannen den Fluss und sind in den Felswänden verankert. Die Brücke kostete 1879 die Summe von 11.759 Dollar. Im Laufe der Jahre wurde die Brücke weiter verstärkt und deshalb existiert dieses einzigartige Bauwerk bereits seit über 118 Jahren.

## Fahrzeuge
| Diesellokomotiven |                           |         |                 |       |                                                                                          |  |
| 84                | GE Transportation Systems |         | 44 Ton Switcher |       |                                                                                          |  |
| C20               | Electro-Motive Diesel     | 2.1969  | GP40-2H         | 34750 | Ehem. Atlanta and West Point Railroad 728, erworben 10.2012                              |  |
| 402               | Electro-Motive Diesel     | 10.1949 | F7A             | 8554  | Ehem. Chicago and North Western Transportation 4075A, ausgemustert 1996, erworben 6.1998 |  |
| 403               | Electro-Motive Diesel     | 10.1949 | F7A             | 8563  | Ehem. C&NW 4079C, ausgemustert 1996, erworben 6.1998                                     |  |
| 603               | Electro-Motive Diesel     | 4.1969  | SD40-3          | 34777 | Ehem. Escalante Western Railway Nr. 7499                                                 |  |
| 728               | Electro-Motive Diesel     | 2.1969  | GP40PH-2        | 34750 | Ehem. Atlanta and West Point Railroad Nr. 728                                            |  |
| 1503              | Electro-Motive Diesel     | 12.1952 | F7B             | 17714 | Ehem. Alaska Railroad 1503, erworben 8.2006                                              |  |
| 2238              | Electro-Motive Diesel     | 2.1951  | GP7u            | 12204 | Ehem. Atchison, Topeka and Santa Fe Railway, erworben 11.2001                            |  |
| 3104              | Electro-Motive Diesel     | 8.1970  | GP40            | 36828 | Ehem. Western Pacific Railroad 3521, erworben 2016                                       |  |
| [ 3 ] [ 4 ] [ 5 ] |                           |         |                 |       |                                                                                          |  |